# Speed Queen
Speed Queen è una super criminale extraterrestre immaginaria pubblicata da DC Comics. Comparve per la prima volta in Hawk and Dove vol. 2 n. 21 (febbraio 1991), e fu creata da Karl Kesel, Barbara Kesel e Steve Erwin.

## Biografia del personaggio
Una spietata cercatrice di emozioni, Speed Queen è membro delle Furie Femminili junior. Nel duo con Ghigliottina, sconfisse Falco e Colomba in competizione con Malice Vundabar e Bloody Mary. Speed Queen fu ingannata e fatta correre su una caldaia esplosiva, ma non solo non morì, riprese subito a combattere i suoi eroi. Tuttavia, Malice e Mary riuscirono a vincere la competizione.
Speed Queen continuò con le Furie Femminili, e si batté contro eroi come Superboy e i Sovereign Seven. Fu brutalmente uccisa in Outsiders: Five of a Kind - Martian Manhunter/Thunder da Uomo Infinito che stava uccidendo i Nuovi Dei nella serie Countdown a Crisi Finale.

## Poteri
Speed Queen è naturalmente una velocista, in grado di muoversi a incredibili velocità sui suoi pattini roller blade.

## Apparizioni
- Adventures of Superman n. 518
- Genesis n. 2
- Hawk & Dove n. 21
- Orion n. 5
- Outsiders: Five of a Kind - Martian Manhunter/Thunder n. 1
- Sovereign Seven n. 1, n. 27
- Superboy n. 24 e n. 25
- Superboy & The Ravers n. 14
- Superman & Savage Dragon: Metropolis